# 自由メソジスト教会
自由メソジスト教会（じゆうメソジストきょうかい、The Free Methodist Church）は、メソジストの教団の一つ。福音的プロテスタントであり、ウェスレアン、アルミニウス主義の立場に立っている。

## 歴史
1860年にアメリカ北メソジスト監督教会から分離したグループがアメリカ自由メソジスト教会を形成する。1895年からは日本の淡路島において開拓伝道が開始される。自由メソジスト教会日本初代監督は柿原正次牧師であった。
エキュメニカル派の日本自由メソヂスト教団、福音派の日本フリーメソジスト教団、東京フリー・メソジスト教会が形成されている。

## 神学校
1891年にワシントン州シアトルにシアトル神学校（現：シアトルパシフィック大学）を創設した。

## 参考
- 『日本における福音派の歴史』中村敏　いのちのことば社